# Стіна комунарів
48°51′35″ пн. ш. 2°24′00″ сх. д. / 48.859667° пн. ш. 2.400059° сх. д.
Стіна комунарів (фр. Mur des Fédérés — Стіна Федералів) — частина кам'яної стіни у північно-східної частині паризького кладовища Пер-Лашез, де 28 травня 1871 року були розстріляні 147 захисників Паризької комуни, які відмовилися скласти зброю. Вони були страчені та поховані у спільній могилі біля підніжжя стіни..

## Історія
З 21 по 27 травня 1871 року тисячі озброєних захисників Паризької комуни були відтиснені версальськими військами з більшої частини Парижу у північно-східні квартали. Барикади, що були споруджені комунарами нашвидкоруч, впали одна за одною. Залишки захисників зосередились за стінами кладовища.
26—27 травня 1871 року на території кладовища проходили останні бої між комунарами та версальцями. Комунари захищались з допомогою десяти гармат, одна з батарей була встановлена на земляному валу перед могилою герозога де Морні, зведеного брата Наполеона III. Останній рукопашній бій зав'язався у секторі між могилами Шарля де Нодьє, Еміля Сувестра і Бальзака.
Останні комунари захищались на кладовищі Пер-Лашез, взявши у заручники декількох монахів. Камунари взяли багато заручників, та коли по ним відкрили вогонь, вбили всіх. Чудовий архітектурний ансамблю базиліка Сакре-Кер був споруджений на аби спокути гріхи комунарів. Під час боїв 27 травня загинуло більше тисячі комунарів. Вранці 28 травня 147 знесилених, голодних та поранених комунарів було розстріляно біля північно-східної стіни кладовища. Серед страчених біля стіни також була група офіцерів Комуни, які раніше були захоплені в інших місцях, ув'язнені в двох армійських казармах неподалік, суджені військовими трибуналами, засуджені до смертної кари та доставлені на цвинтар для страти та поховання. Це довело загальну кількість до приблизно 166, але не підтверджених. Усі вони були поховані в одній спільній могилі.
Кількість страчених і похованих біля стіни точно невідома, але історик Мікеле Одін оцінює 166 осіб. Інших убитих привезли на цвинтар пізніше з інших частин міста і поховали на цвинтарі. Зараз стіна є місцем щорічного вшанування пам'яті Комуни та її жертв.